# یواس‌اس اتلا (۱۸۶۴)
یواس‌اس اتلا (۱۸۶۴) (به انگلیسی: USS Etlah (1864)) یک کشتی بود که طول آن ۲۲۵ فوت (۶۹ متر) بود.